# Erfinder

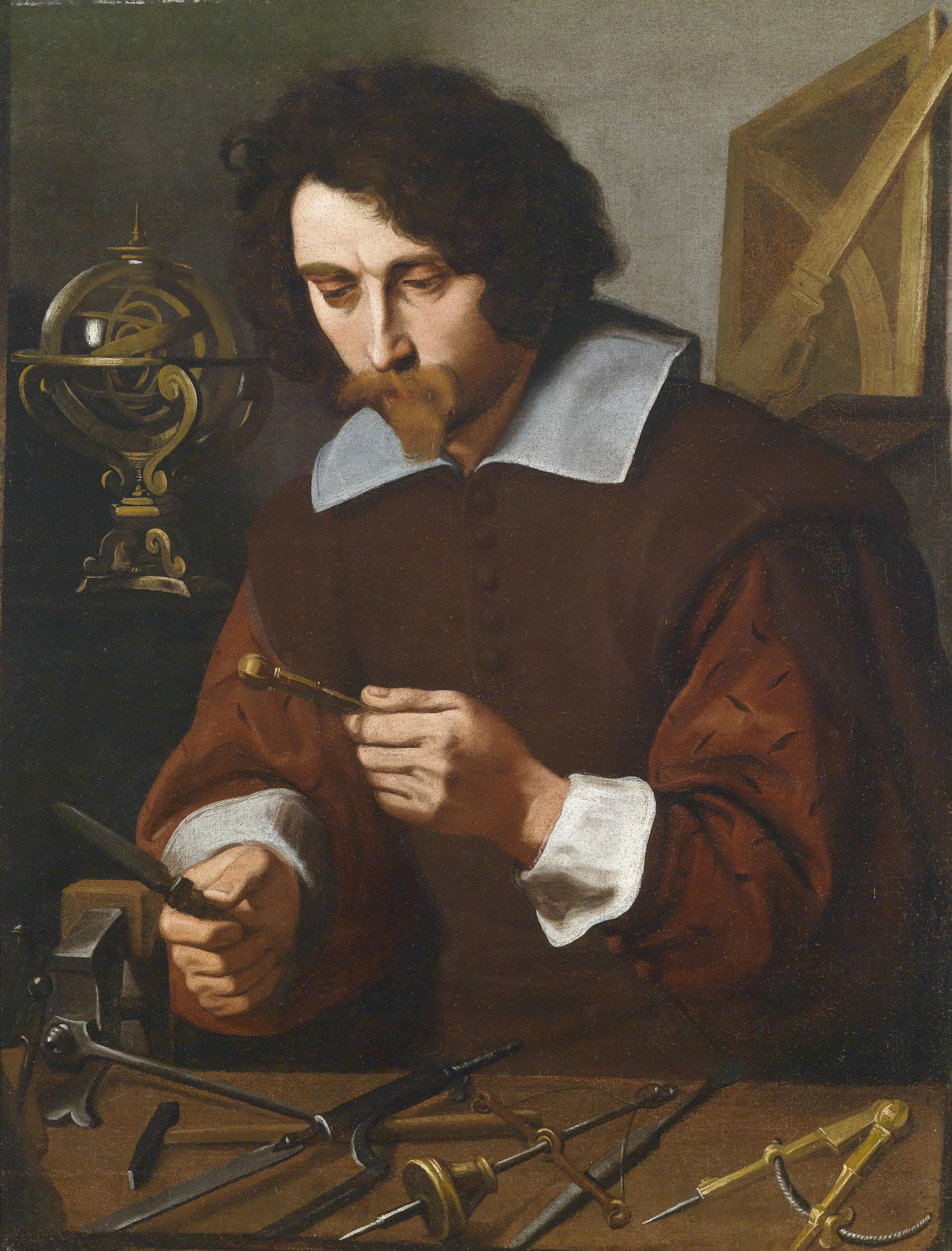
Pietro Paolini: Ein Erfinder von mathematischen Instrumenten, um 1640

Ein Erfinder oder eine Erfinderin ist eine Person, die durch eigene schöpferische Leistung eine zuvor nicht bekannte Lösung oder Anwendung im Bereich der Technik hervorbringt (Erfindung).
Die drei konstitutiven Eigenschaften von Erfindern sind:
1. das Erkennen eines Problems oder eines Mangels,[1]
2. neue, kreative Lösungsansätze (oftmals technischer Art)
3. und mindestens eine eigene Entdeckung.

Dass das Problemerkennen eine wichtige Voraussetzung ist, wird besonders deutlich auf den zahlreichen Erfindermessen, wo für den Messebesucher teilweise sehr skurrile Erfindungen präsentiert werden, bei denen die wichtigste Leistung das Erkennen eines bisher nicht gelösten Problems ist.

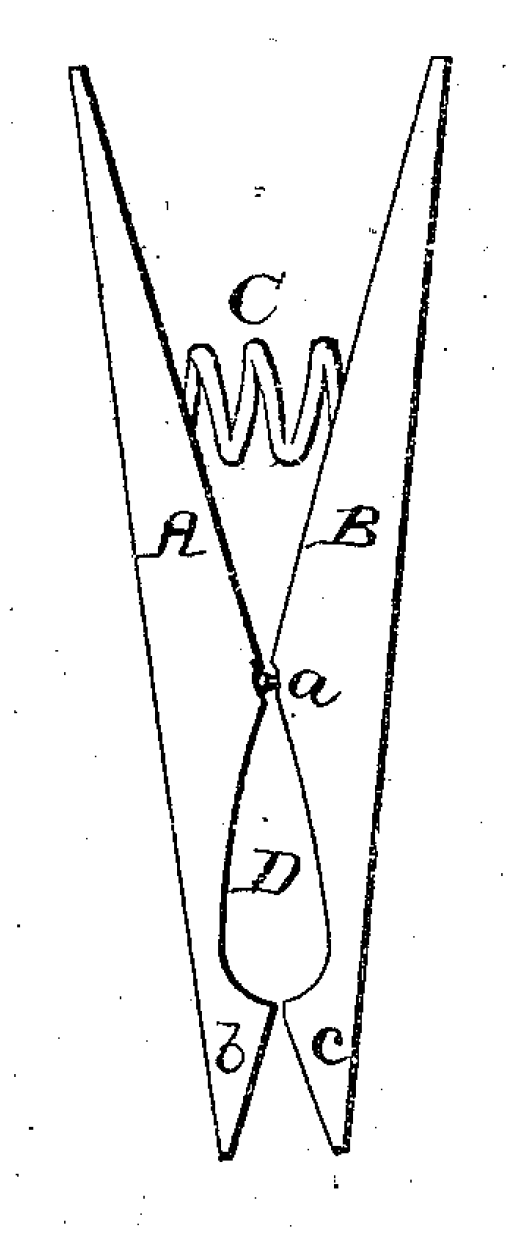
US Patent Nummer 10,163: Technische Zeichnung einer Wäscheklammer mit Feder, 1853 von David M. Smith

Die drei genannten konstitutiven Eigenschaften von Erfindern werden auch im Patent berücksichtigt. Um ein Patent erteilt zu bekommen, ist die Beschreibung des zu lösenden Problems ebenso notwendig, wie das Präsentieren einer entsprechenden Lösung. Als Gegenleistung für ein Schutzrecht, d. h., für die Gewährung eines zeitlich befristeten Nutzungsmonopoles, muss die Erfindung daher offengelegt werden. Das bedeutet, Erfindungen müssen in Text und Darstellung so genau beschrieben werden, dass Fachleute auf dem betreffenden Fachgebiet in der Lage sind, die Erfindung und ihre Funktionsweise nachzuvollziehen. Diese Offenlegung war der wichtigste Grund für die Etablierung der Patentämter Ende des 19. Jahrhunderts. Sie ermöglichte Erfindern, auf den veröffentlichten Erfindungen anderer Erfinder aufzubauen und führte zu einem Technologieschub in allen Ländern, die Patentämter einrichteten.
Auch das „Problemerkennen“ der konstitutiven Definition eines Erfinders wird im Patentwesen berücksichtigt: Die erforderliche Erfindungshöhe kann im Patentwesen auch im Finden von bisher nicht bekannten Problemen einschließlich deren technischer Lösung erreicht werden.
Bekannte erfolgreiche „Dauer-Erfinder“ wie etwa Thomas Alva Edison und Artur Fischer sind im Regelfall gute Handwerker und Techniker beziehungsweise Ingenieure.
Abzugrenzen ist der Erfinder vom Entwickler. Die meisten erfolgreichen Erfinder sind auch gute Entwickler, weil sie sonst ihre eigene Erfindung nicht zu einem Prototyp oder in ein Produkt umsetzen könnten.
Um die Leistungen der Erfinder für die Gesellschaft zu würdigen, werden in manchen Ländern nationale Erfindertage gefeiert.

## Rechtliche Aspekte

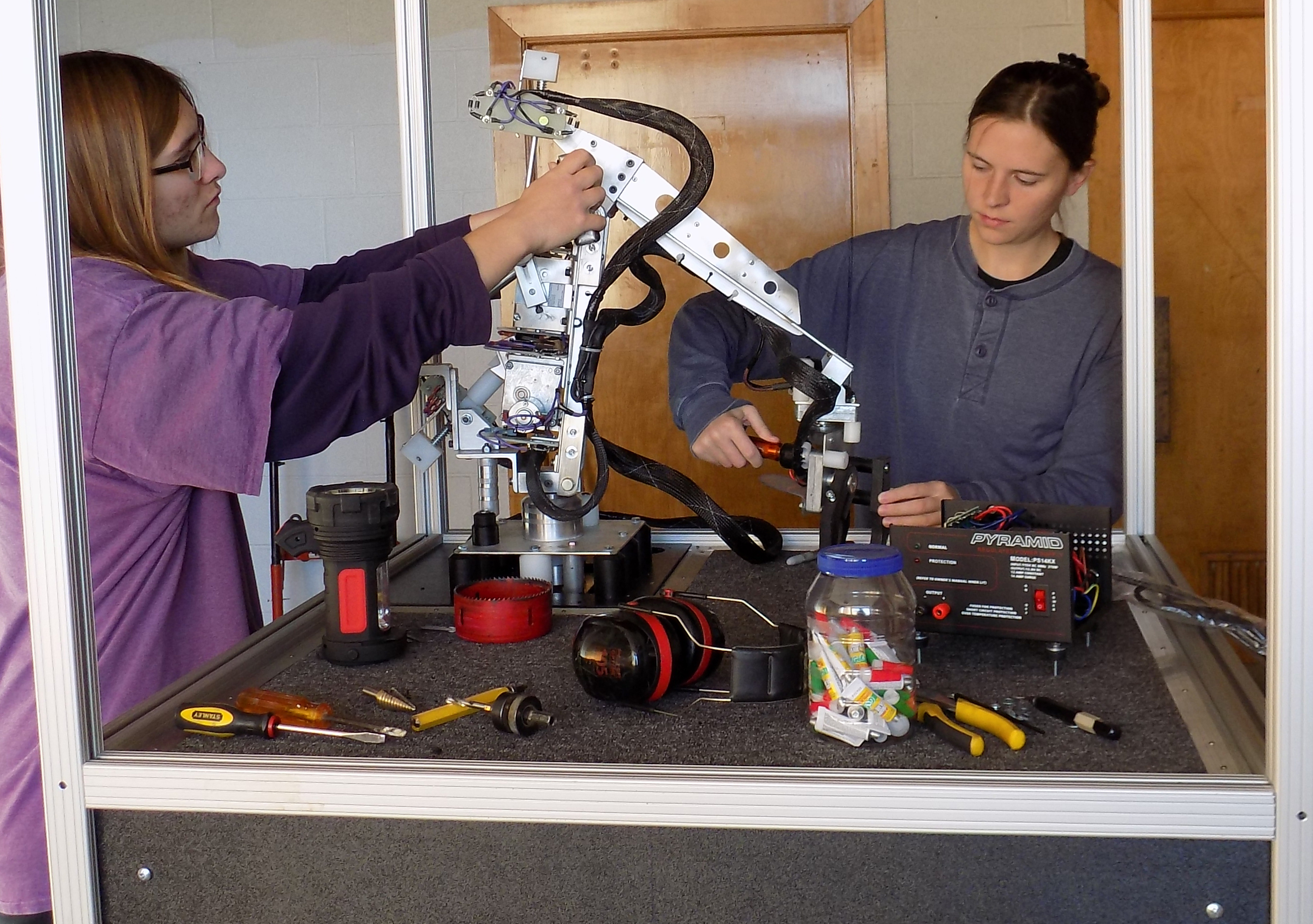
Die Erfinderinnen Aurora und Autumn Siegel beim Bau eines Roboterarms, 2018

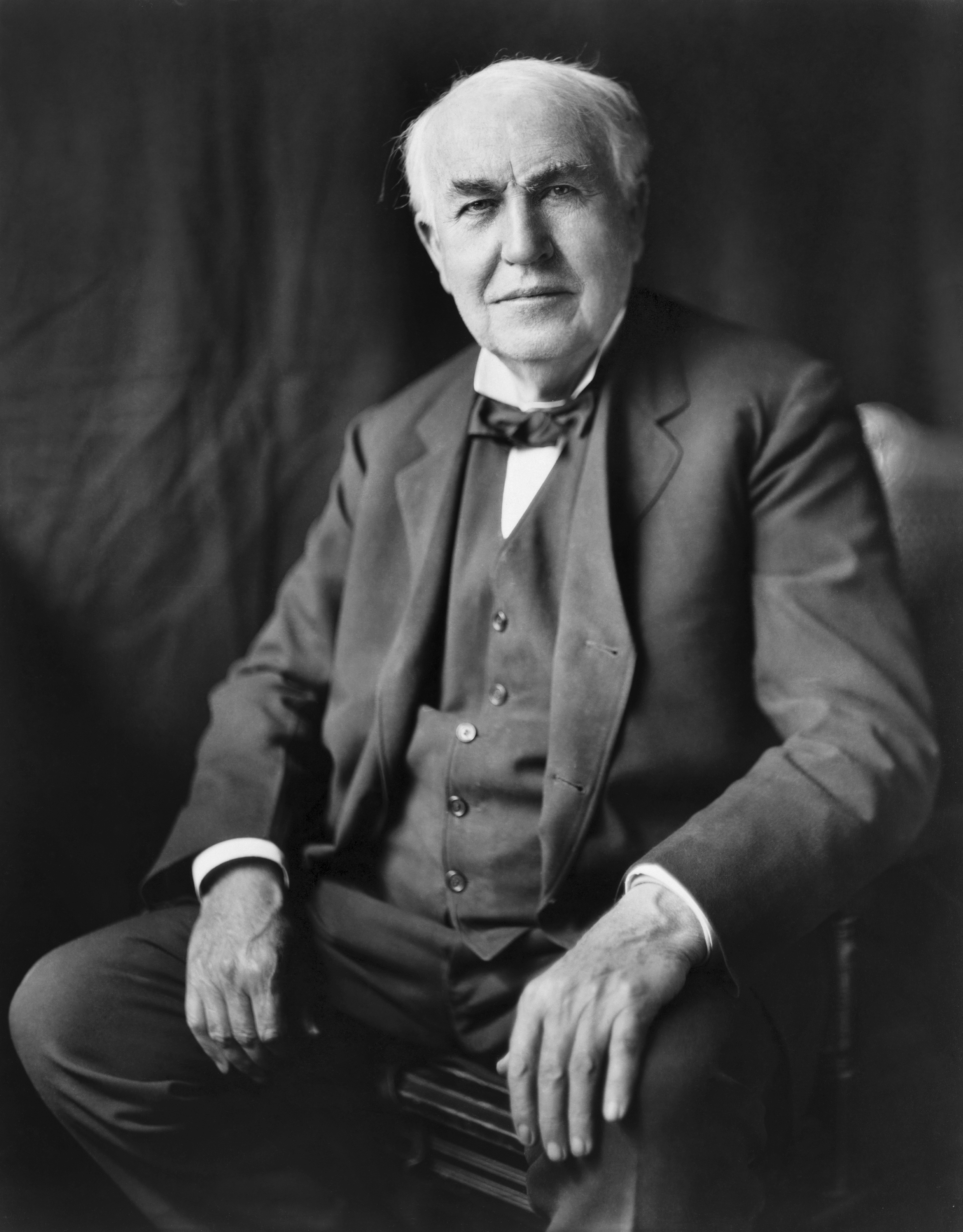
Thomas Edison zählt zu den erfolgreichen Erfindern

### Natürliche Person
In den Rechtssystemen werden nur natürliche Personen als Erfinder anerkannt. Juristische Personen, etwa eine GmbH, können nichts erfinden und werden im rechtlichen Sinne nie als Erfinder bezeichnet oder gesehen.
Bezeichnungen wie „innovatives Unternehmen“ sind rechtlich bedeutungslos. Sie benennen allenfalls den Umstand, dass ein Unternehmen viele angestellte Erfinder hat.

### Keine Gestaltungsfreiheit
Die Frage, ob im rechtlichen Sinne eine Person Erfinder zu einer Erfindung ist oder nicht, hängt nicht vom Wunsch oder Willen irgendeines beteiligten Akteurs (etwa des Erfinders selbst oder seines Vorgesetzten oder seines Arbeitgebers) ab, sondern bestimmt sich ausschließlich an den tatsächlichen Umständen dahingehend, ob eine Person zu einer Erfindung sachlich beigetragen hat oder nicht. Bei der Benennung von Erfindern sind sowohl das Weglassen von an der Erfindung Beteiligten wie auch das Hinzunehmen von an der Erfindung Unbeteiligten von bzw. zu der Liste der Erfinder im rechtlichen Sinne unrichtig und können korrigiert werden. Teilweise sehen Patentrechtssysteme empfindliche Sanktionen vor, wenn die Benennung der Erfinder unrichtig ist.

### Werkcharakter, Erfinderrechte
Erfindungen werden in allen wichtigen Rechtssystemen auf der Welt als Schöpfungen mit „Werkcharakter“ gesehen, also als Schöpfungen, zu denen die Anstrengung und die Persönlichkeit des Erfinders wesentlich beitrugen. Deshalb anerkennen auch alle wichtigen Rechtssysteme der Welt, dass ein Erfinder Rechte an der Erfindung hat. Diese Rechte gehen in zwei Richtungen:

#### Ehrung
Zum einen hat der Erfinder das Recht, genannt und als solcher veröffentlicht zu werden. Dies ist ein ehrender Aspekt seiner Rechte.

#### Recht zur Patentanmeldung
Zum anderen sind ihm a priori auch die materiellen Rechte an der Erfindung eingeräumt. Diese sind allerdings regelmäßig dann begrenzt, wenn sich der Erfinder in einem regulären Angestelltenverhältnis befindet. Ist dies der Fall, steht regelmäßig dem Arbeitgeber des Erfinders ein Aneignungsrecht an den Rechten an der Erfindung zu. Viele Patentsysteme räumen dem angestellten Erfinder dafür jedoch einen über sein reguläres Gehalt hinaus gehenden Vergütungsanspruch ein.
Soweit sich ein Erfinder nicht in einem Angestelltenverhältnis befindet, steht regelmäßig a priori ihm das Recht zu, die Erfindung zum Patent anzumelden. Allerdings kann dieses Recht schon vorher durch Vertrag abgeändert werden.

### Miterfinder
Häufig werden Erfindungen nicht von einem Erfinder alleine gemacht, sondern von mehreren gemeinsam, etwa Entwicklungsteams in einem Industrieunternehmen. Dann sind sie alle Erfinder zu der Erfindung und werden im Jargon „Miterfinder“ genannt.

### Rechtsnachfolge
Die Qualität einer Person als Erfinder kann weder anfänglich noch später rechtlich gestaltet werden, sondern liegt vielmehr durch den Gang der Dinge (sachlicher Beitrag zur Erfindung) in ähnlicher Weise fest wie bspw. die Elternschaft zu einem Kind durch den Gang der Dinge bestimmt ist.
Sehr wohl gestaltbar ist aber die Frage der Berechtigung zur Patentanmeldung. Auch insoweit liegen, wie oben schon gesagt, die Rechte regelmäßig anfänglich im Erfinder. Es kann aber Rechtsnachfolgen hierzu geben, z. B. durch Gesetz (etwa Arbeitnehmererfinderrecht oder Erbfall) oder durch Vertrag (etwa bei Forschungskooperationen vorab oder im Nachhinein) oder durch Gerichtsurteil. Der Rechtsnachfolger ist dann zur Patentanmeldung berechtigt, wird damit aber nicht Erfinder im rechtlichen Sinne, sondern wird als Patentanmelder einer Patentanmeldung bzw. Inhaber eines Patents bezeichnet.

### Register, Wirkung des Registereintrags

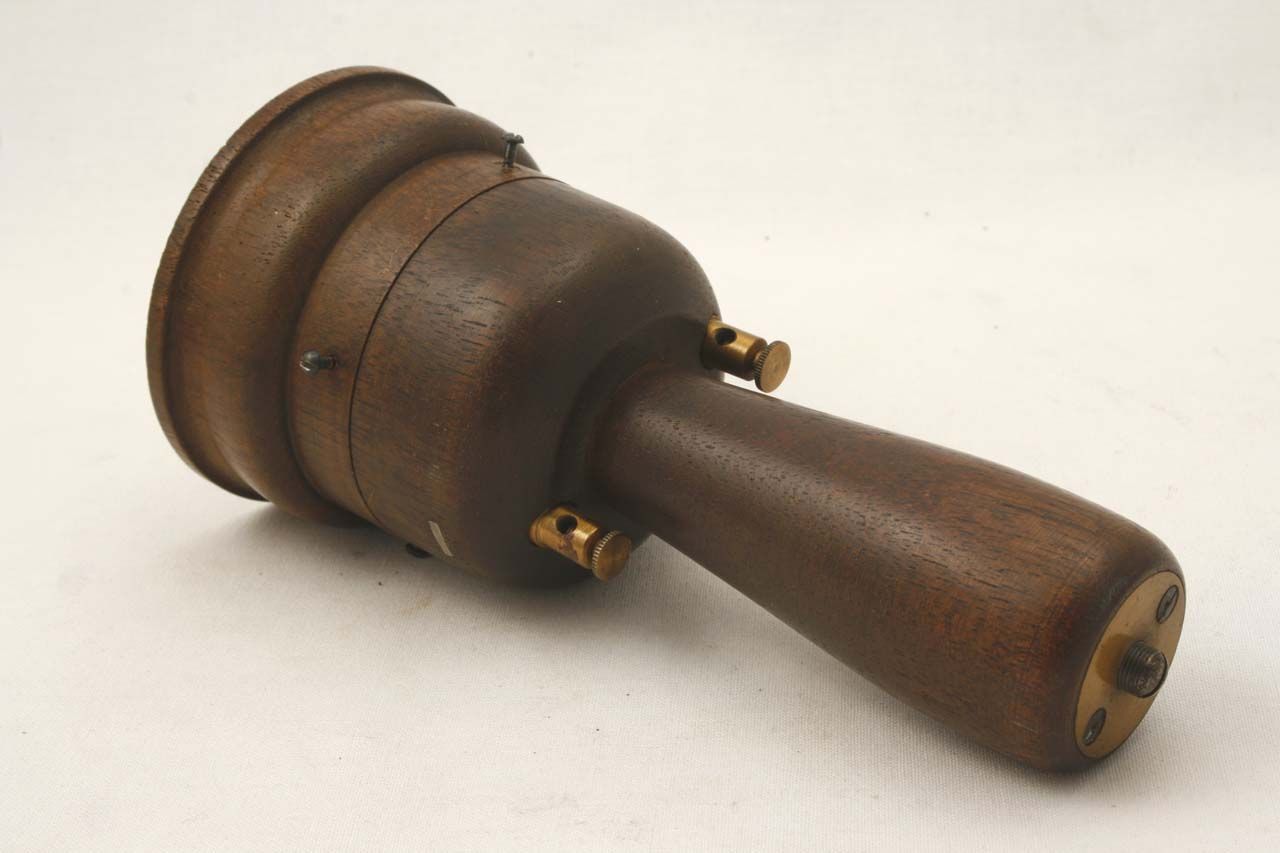
Das von Meucci erfundene Telefon im Museo nazionale della scienza e della tecnologia Leonardo da Vinci

Die Patentregister praktisch aller Patentämter auf der Welt registrieren sowohl die Erfinder als auch den/die Anmelder = Inhaber zu einer Patentanmeldung. Der Eintrag dort ist allerdings nicht rechtskonstituierend. Sowohl die Erfinder als auch die Anmelder/Inhaber können andere sein als die registrierten. Auch ohne Nennung im Register kann es z. B. sein, dass weitere Erfinder existieren, die zu nennen vergessen wurden.

### Deutsches Arbeitnehmererfindergesetz
In Deutschland ist das Spannungsverhältnis, in dem angestellte Erfinder hinsichtlich der Rechte an der Erfindung stehen, durch ein eigenes Gesetz geregelt, das Gesetz über Arbeitnehmererfindungen.

## Erfinderschicksal

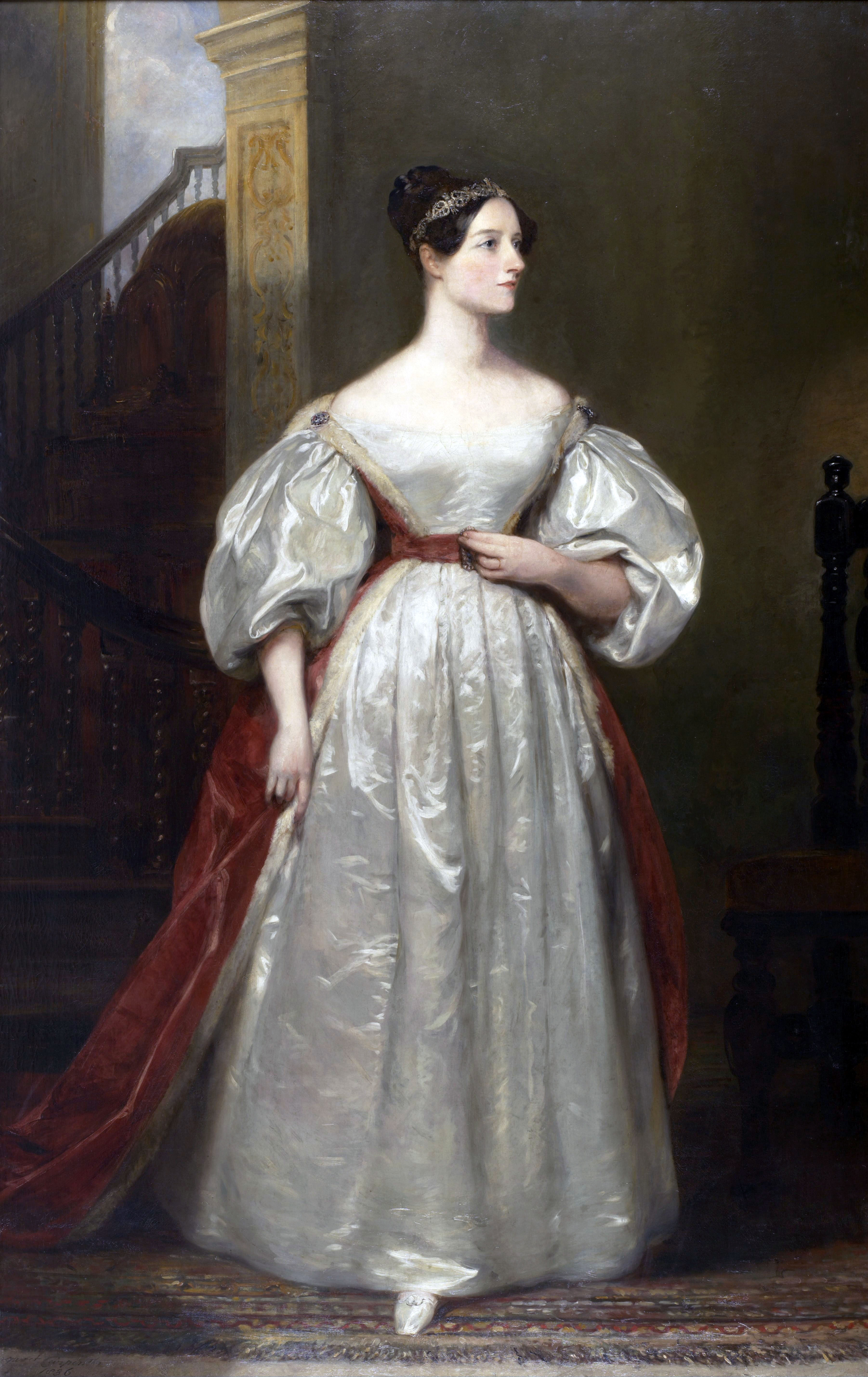
Ada Lovelace war ihrer Zeit voraus, die Programmiersprache Ada wurde nach ihr benannt

Unter Erfinderschicksal werden umgangssprachlich die Umstände verstanden, dass eine Idee nicht sofort anerkannt wird und in der Folge
- ein Erfinder aus seiner Idee keinen Ruhm ernten oder kein Kapital schlagen kann, sondern dies Nachfolgenden, Nachahmern oder Konkurrenten zuteilwird;
- oder ein Erfinder deswegen oder trotz seiner vielen Erfindungen arm bleibt oder (wegen des für die Patentierung oder Verwertung nötigen Kapitaleinsatzes) verarmt.

Weibliche Erfinderinnen liefen, insbesondere in von Männern dominierten Gebieten, oftmals Gefahr, dass männliche Kollegen, oder Ehemänner, die Früchte ihrer (teilweise auch gemeinsam erstellten) Arbeit für sich beanspruchte. In der Wissenschaft ist in diesem Zusammenhang vom sogenannten Matilda-Effekt die Rede.
Probleme sind dabei häufig funktionale Fixiertheit (der Fachbegriff für „Das haben wir schon immer so gemacht, warum sollen wir es jetzt anders machen“) und mangelndes Kapital oder Geschick, eine Erfindung marktreif zu machen, zu vertreiben oder gegenüber Konkurrenten zu verteidigen.
Beispiele für Erfinder mit Erfinderschicksalen sind:
- Antonio Meucci, der fünf Jahre vor Alexander Graham Bell das Telefon erfand;[2]
- Slavoljub Eduard Penkala mit der Erfindung unter anderem des Füllfederhalters für feste Tinte, aus dem der Kugelschreiber weiterentwickelt wurde;
- Georg Baumgarten, als Erfinder des Luftschiffes, das später abgewandelt als Zeppelin berühmt wurde;
- Gustav Weißkopf, der erste motorisierte Flieger, verschwiegen, verarmt, aus seiner Werkstatt ausgesperrt. Der Ruhm ging an die Gebrüder Wright;
- Joseph Wilson Swan, erfand die Glühbirne, bevor Thomas Alva Edison ein entsprechendes Patent anmeldete[2]
- der Forstlehrer Karl Drais, Erfinder u. a. der ersten Tastenschreibmaschine;
- Ada Lovelace gilt als Erfinderin des ersten Computerprogramms, ihre Ergänzungen zu Schriften von Charles Babbage wurde damals angezweifelt – auch, weil sie eine Frau war;[3]
- der Schneidermeister Josef Madersperger, Erfinder einer Nähmaschine;
- Mary Anderson, Erfinderin des Scheibenwischers, ihr Patent lief ab, bevor sich der Trend durchsetzte;[3]
- Nikola Tesla, als Erfinder der Wechselstromgeneratoren, für welche er um 12 Mio. $ geprellt wurde, was ihm später das Leben erschwerte;
- Hedy Lamarr und George Antheil erfanden gemeinsam eine Funkfernsteuerung für Torpedos, auf der einige Drahtlostechnologien wie Bluetooth basieren;[3]
- der Müllermeister Richard Vetter, Erfinder der Luftvorwärmung bei Brennwertkesseln, genauer erklärt bei Voll-Brennwertkessel. Für die Ableitung der abgekühlten Rauchgase genügt ein Kunststoffrohr. Er kämpfte gegen behördliche Verordnungen (Unbrennbarkeit eines Kamins) und Voreingenommenheit bei Behörden und TÜV;
- Walter Krohn, der erstmals eine Waldfräse für die Minenräumung einsetzte und damit diese gefährliche Arbeit automatisierte und vereinfachte. Geprüft hätte die Methode werden sollen u. a. bei der Entminung des innerdeutschen Grenzstreifens, bloß damit hätten sich die Verantwortlichen selbst wegrationalisiert und daher „biss er auf Granit“;[4]
- Engelbert Zaschka, als Erfinder des Faltautos, Hubschrauberpionier und Pionier des Muskelkraftflugzeugs. Das Zusammenlegen und Falten ist die Besonderheit seiner Erfindungen. Zaschka hatte seinerzeit mit vielen Widerständen in Form von Patentstreitigkeiten und Voreingenommenheiten der zuständigen Behörden zu kämpfen.

Erfinderschicksale vermeiden helfen können staatliche oder private Erfindungsverwerter, die gegen eine vorab gewährte Beteiligung die teure Patentierung als ersten Schritt und eine Verwertung ermöglichen sollen.

## Erfinderwettbewerbe

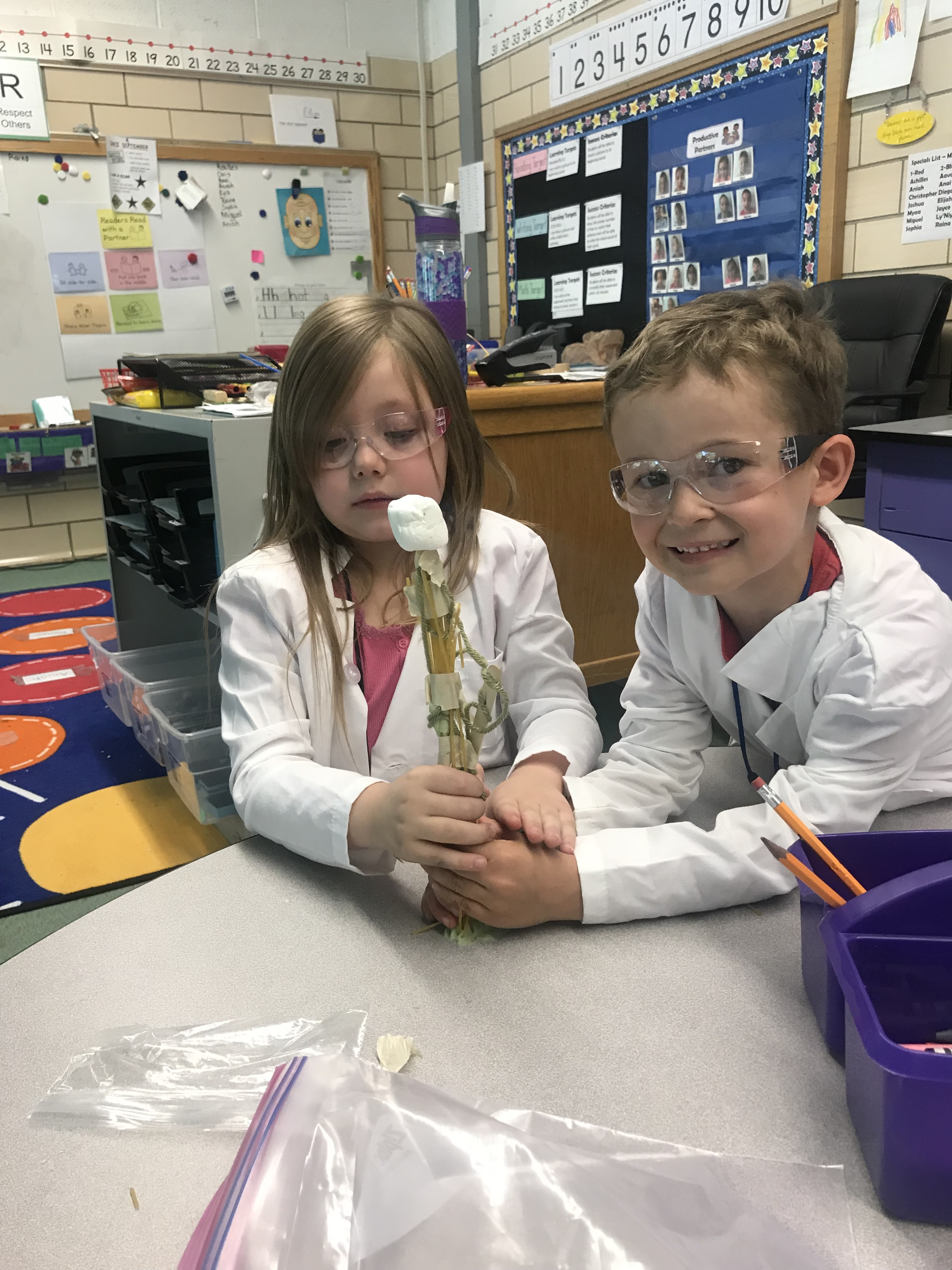
Auch Kinder können Erfinderinnen und Erfinder sein

Bei einem Erfinderwettbewerb handelt es sich um einen Wettstreit bzw. eine Ausschreibung, zu der von Firmen, Konzernen, Vereinen oder Verbänden, aber auch Schulen aufgerufen wird. Ziel ist es, im Rahmen eines Wettkampfes auf produktiver und kreativer Ebene, der an eine bestimmte Laufzeit gebunden ist, zu innovativen, schöpferischen Leistungen anzuregen. Für den Wettbewerb werden verbindliche Teilnahmebedingungen festgelegt, an welche alle Teilnehmer gebunden sind. Unter anderem muss jeder Teilnehmer im Besitz des geistigen Eigentums für seine eingereichte Erfindung sein. Eine fachkundige Jury entscheidet innerhalb einer Frist anhand von festgelegten Kriterien nach der Präsentation jeder teilnahmeberechtigten Erfindung über die Gewinner des Ausscheids. Die Gewinne sind je nachdem, wer den Erfinderwettbewerb ausrichtet, unterschiedlich und können von einem Warengutschein über ein Messewochenende bis hin zu Geldbeträgen oder Fördermitteln zur Existenzgründung variieren. Für Erfinder sind diese Wettbewerbe eine Möglichkeit, ihre Ideen aufmerksam zu machen. Für diejenigen, die diese Wettbewerbe ausschreiben, bieten sie Gelegenheit zur direkten Kontaktaufnahme mit dem Genie.

## Rekorde
Die Erfinder mit den meisten Patenten sind (Stand 2023):
1. Shunpei Yamazaki – 11.833 Patente
2. Kia Silverbrook – 10.073 US-Patente
3. Kangguo Cheng – 5.162 US-Patente
4. Lowell Wood – 5.125 US-Patente
5. Roderick Hyde – 4.765 US-Patente

Weitere Erfinder mit vielen Patentanmeldungen (Auswahl):
- Artur Fischer – ca. 2.252 Patente und Gebrauchsmuster
- Walter Thiele – 1.600 Erfindungen
- Thomas Alva Edison – 1.093 Patente
- Kees A. Schouhamer Immink – >1.000 Patente
- Manfred von Ardenne – 601 Patente
- Edwin Herbert Land – 535 Patente
- Reginald Fessenden – 500 Patente
- Alfred Nobel – 335 Patente
- Edith Helen Stern – >110 Patente (Stand 2012)